# Sterrhochaeta distorta
Sterrhochaeta distorta là một loài bướm đêm trong họ Geometridae.